# Класификација по поенима на Ђиро д’Италији
Класификација по поенима на Ђиро д’Италији, једна је од другостепених класификација на етапној бициклистичкој трци, једној од три гранд тур трке — Ђиро д’Италији. Одређена је по позицијама које возачи остваре на свакој појединачној етапи, независно од времена које остваре. Од 1967. до 1969. победник класификације по поенима носио је црвену мајицу, а од 1970. она је промењена у љубичасту мајицу (боје слеза). Она се користила до 2010. када је враћена црвена мајица. У априлу 2017. организатори су одлучили да врате љубичасту мајицу (маља чикламино, итал. maglia ciclamino) за Ђиро 2017, јубиларни стоти.

## Историја
Прва класификација по поенима на Ђиру коришћена је 1958, под називом Трофеј А. Карли. Први возач на свакој етапи добијао је 15 поена, сваки наредни добијао је поен мање, до петнаестог возача, који је добијао један поен. Није се додељивала мајица, а класификација је трајала само једну сезону, 1959. није је било.
Класификација по поенима уведена је поново 1966. Прве сезоне није се додељивала мајица, а наредне две, лидер класификације носио је црвену мајицу. 1970. мајица је промењена у љубичасту (итал. maglia ciclamino), по Алпском цвету Циклами. Мајица је опет промењена 2010. када је враћена црвена мајица, док је 2017. поново представљена љубичаста.
Возачи скупљају поене на крају сваке етапе, као и на пролазним циљевима током етапа. Такође, за пролазне циљеве постоји и посебна класификација, Интерђиро, гдје лидер носи плаву мајицу.
На другим гранд тур тркама, такође постоји класификација по поенима. На Тур де Франсу, лидер класификације по поенима носи зелену мајицу, као и лидер класификације по поенима на Вуелта а Еспањи.

## Тренутна правила
Од 2009. до 2013. победник сваке етапе добијао је 25 поена, без обзира на тип етапе (равна, хронометар, средње тешка брдска и тешка брдска етапа). На свакој етапи (осим на хронометрима), постоје пролазни циљеви, на кој и ма поене добијају првих шест возача. Први возач који прође кроз пролазни циљ добија 8 поена, други 6 итд.
2014. систем је промењен, тако да сада број поена који се добијају зависи од врсте етапе, које су подељене на нивое. Први ново су равне етапе, на којима поене добијају првих 20 возача, први добија 50 поена. Други ниво су средње тешке брдске етапе, на којима поене добијају првих 15 возача, први добија 25 поена. Трећи ниво су тешке брдске етапе и хронометри, на којима поене добијају првих десет возача, први добија 15 поена. За Ђиро 2017, правила су промењена и поени се не додељују на хронометру. Поени који се добијају на пролазним циљевима су такође одређени нивоима етапа. На равним етапама, први возач који пређе преко линије пролазног циља добија 20 поена. Први возач преко пролазног циља на етапа другог нивоа добија 10, а на етапама трећег нивоа 8 поена.
У случају да двојица или више бициклиста имају исти број поена, победник је онај са више етапних победа. Ако су и по томе изједначени, победник је онај са више победа на пролазним циљевима, а ако су изједначени и по томе, победник класификације је возач са бољом позицијом у генералном пласману.

### Систем бодовања
Поени који се добијају на крају сваке етапе
| Тип | Тип                       | 1  | 2  | 3  | 4  | 5  | 6  | 7  | 8 | 9 | 10 | 11 | 12 | 13 | 14 | 15 |
| --- | ------------------------- | -- | -- | -- | -- | -- | -- | -- | - | - | -- | -- | -- | -- | -- | -- |
|     | равне етапе               | 50 | 35 | 25 | 18 | 14 | 12 | 10 | 8 | 7 | 6  | 5  | 4  | 3  | 2  | 1  |
|     | средње тешке брдске етапе | 25 | 18 | 12 | 8  | 6  | 5  | 4  | 3 | 2 | 1  |    |    |    |    |    |
|     | тешке брдске етапе        | 15 | 12 | 9  | 7  | 6  | 5  | 4  | 3 | 2 | 1  |    |    |    |    |    |

Поени који се добијају на пролазним циљевима
| Тип | Тип                       | 1  | 2  | 3 | 4 | 5 | 6 | 7 | 8 |
| --- | ------------------------- | -- | -- | - | - | - | - | - | - |
|     | равне етапе               | 20 | 12 | 8 | 6 | 4 | 3 | 2 | 1 |
|     | средње тешке брдске етапе | 10 | 6  | 3 | 2 | 1 |   |   |   |
|     | тешке брдске етапе        | 12 | 8  | 6 | 5 | 4 | 3 | 2 | 1 |

## Победници
Списак побеника
- 2025.  Мадс Педерсен
- 2024.  Џонатан Милан
- 2023.  Џонатан Милан
- 2022.  Арно Демар
- 2021.  Петер Саган
- 2020.  Арно Демар
- 2019.  Паскал Акерман
- 2018.  Елија Вивијани
- 2017.  Фернандо Гавирија
- 2016.  Ђакомо Ницоло
- 2015.  Ђакомо Ницоло
- 2014.  Насер Бухани
- 2013.  Марк Кевендиш
- 2012.  Хоаким Родригез
- 2011.	 Микеле Скарпони[н 1]
- 2010.	 Кадел Еванс
- 2009.	 Денис Мењшов[н 2]
- 2008.	 Данијеле Бенати
- 2007.	 Алесандро Петаки, нико[н 3]
- 2006.	 Паоло Бетини
- 2005.	 Паоло Бетини
- 2004.	 Алесандро Петаки
- 2003.	 Ђилберто Симони
- 2002.	 Марио Чиполини
- 2001.	 Масимо Страцер
- 2000.	 Дмитри Коњишев
- 1999.	 Лоран Жалабер
- 1998.	 Маријано Пиколи
- 1997.	 Марио Чиполини
- 1996.	 Фабрицио Гвиди
- 1995.	 Тони Ромингер
- 1994.	 Џамолидин Абдужапаров
- 1993.	 Адриано Бафи
- 1992.	 Марио Чиполини
- 1991.	 Клаудио Кјапучи
- 1990.	 Ђани Буњо
- 1989.	 Ђовани Фиданца
- 1988.  Јохан ван дер Велде
- 1987.  Јохан ван дер Велде
- 1986.	 Гвидо Бонтемпи
- 1985.	 Јохан ван дер Велде
- 1984.	 Урз Фројлер
- 1983.	 Ђузепе Сарони
- 1982.	 Франческо Мозер
- 1981.	 Ђузепе Сарони
- 1980.	 Ђузепе Сарони
- 1979.	 Ђузепе Сарони
- 1978.	 Франческо Мозер
- 1977.	 Франческо Мозер
- 1976.	 Франческо Мозер
- 1975.	 Рогер де Фламинк
- 1974.	  Рогер де Фламинк
- 1973.	 Еди Меркс
- 1972.	 Рогер де Фламинк
- 1971.	 Марино Басо
- 1970.	 Франко Битоси
- 1969.	 Франко Битоси
- 1968.	  Еди Меркс
- 1967.	 Дино Цандегу
- 1966.	 Ђани Мота

### Вишеструки победници
| Позиција | Име                 | Држава    | Број победа | Године                 |
| -------- | ------------------- | --------- | ----------- | ---------------------- |
| 1.       | Франческо Мозер     | Италија   | 4           | 1976, 1977, 1978, 1982 |
| 1.       | Ђузепе Сарони       | Италија   | 4           | 1979, 1980, 1981, 1983 |
| 3.       | Рогер де Фламинк    | Белгија   | 3           | 1972, 1974, 1975       |
| 3.       | Марио Чиполини      | Италија   | 3           | 1992, 1997, 2002       |
| 3.       | Јохан ван дер Велде | Холандија | 3           | 1985, 1987, 1988       |
| 6.       | Еди Меркс           | Белгија   | 2           | 1968, 1973             |
| 6.       | Франко Битоси       | Италија   | 2           | 1969, 1970             |
| 6.       | Паоло Бетини        | Италија   | 2           | 2005, 2006             |
| 6.       | Ђакомо Ницоло       | Италија   | 2           | 2015, 2016             |
| 6.       | Арно Демар          | Француска | 2           | 2020, 2022             |
| 6.       | Џонатан Милан       | Италија   | 2           | 2023, 2024             |

### По државама
| Позиција | Држава               | Број победа |
| -------- | -------------------- | ----------- |
| 1.       | Италија              | 34          |
| 2.       | Белгија              | 5           |
| 3.       | Француска            | 4           |
| 4.       | Холандија            | 3           |
| 5.       | Швајцарска           | 2           |
| 5.       | Русија               | 2           |
| 5.       | Њемачка              | 2           |
| 7        | Уједињено Краљевство | 1           |
| 7        | Узбекистан           | 1           |
| 7        | Аустралија           | 1           |
| 7        | Шпанија              | 1           |
| 7        | Колумбија            | 1           |
| 7        | Словачка             | 1           |
| 7        | Данска               | 1           |